# Murville
Murville település Franciaországban, Meurthe-et-Moselle megyében. Lakosainak száma 237 fő (2022. január 1.). Murville Mont-Bonvillers, Landres, Malavillers, Mercy-le-Haut és Preutin-Higny községekkel határos.

## Népesség
A település népességének változása:
| Lakosok száma | 235  | 205  | 189  | 257  | 228  | 239  | 243  | 251  | 246  | 237  |
|               | 1968 | 1982 | 1990 | 2006 | 2013 | 2015 | 2017 | 2019 | 2020 | 2022 |